# Forever and Ever
Forever and Ever (Jin sheng jin shi) anche conosciuto come Impetuous Fire è un film cinese del 1977 diretto da John Law.

## Trama
La giovane Iris è affetta da un male incurabile, ma prima di morire decide, previo consenso dei genitori, di poter fare un viaggio. Accompagnata dalla sua governante, la signora Hsia, Iris va ad Hong Kong per sette giorni. Qui Iris conosce Tai-Lun, orfano di madre e cresciuto dal padre Ma. Tai-Lun è fuggito di prigione, dove era stato condannato alla pena capitale per aver accidentalmente ucciso tre uomini durante una rissa. I due giovani amanti, non dichiarano l'uno all'altra quale destino li attende entro breve tempo, e con la complicità della signora Hsia e del signor Ma decidono di sfruttare i sette giorni che gli restano per amarsi intensamente.

## Remake
Nel 1994 è stato realizzato un remake del film per la televisione cinese. Il film è interpretato da Tim Chang e Sandy Wu, e diretto da H. C. Tang. Benché segua fedelmente la vicenda raccontata nel film originale, l'ambientazione del film è spostata da Hong Kong agli Stati Uniti.